# Урари
Урари — село в Дахадаевском районе Дагестана. Административный центр Ураринского сельсовета.

## История
Согласно археологическим свидетельствам, первоначально село располагалось на холме в 2-х км. к западу от нынешнего местоположения. 
Впервые село упоминается в 1780 году при постройке мечети в селении Сулевкент выходцем из Урари.
До революции село Урари являлось центром Сюргинского наибства. С 1928 по 1930 год районный центр Ураринского (Дахадаевского) района.

## Население
| 1888 | 1895 | 1926 | 1939 | 1970 | 1989 | 2002 |
| ---- | ---- | ---- | ---- | ---- | ---- | ---- |
| 1620 | ↘496 | ↘472 | ↗552 | ↗626 | ↗686 | ↗822 |
| 2010 | 2021 |      |      |      |      |      |
| ↗846 | ↘581 |      |      |      |      |      |